# Gebang Bunder
Gebang Bunder is een bestuurslaag in het regentschap Jombang van de provincie Oost-Java, Indonesië. Gebang Bunder telt 1829 inwoners (volkstelling 2010).